# 行森文美
行森 文美（ゆきもり あやみ、1969年（昭和44年）12月25日 - ）は、日本の体操選手。現姓は黒坂。

## 経歴・人物
1984年ロサンゼルスオリンピックに出場した。